# Margot Bennett
Margot Bennett (Dunbartonshire Orientale, 19 gennaio 1912 – 6 dicembre 1980) è stata una scrittrice e sceneggiatrice britannica.

## Biografia
Nata nella cittadina scozzese di Lenzie, è stata autrice di romanzi polizieschi e thriller. Ha studiato in Scozia e Australia ed ha svolto il lavoro di copywriter sia a Sydney che a Londra. Durante la guerra civile spagnola ha fatto anche l'infermiera.
Sceneggiatrice per la televisione (fra l'altro, di Maigret, serie televisiva britannica del 1960), ha avuto in repertorio anche romanzi di fantascienza, incluso The Long Way Back, sulla colonizzazione britannica da parte dell'Africa dopo un olocausto nucleare.
Nel 1955, con The Man Who Didn't Fly, ha avuto la nomination al Gold Dagger e all'Edgar Award.
Nel 1958 vince il premio Gold Dagger per il romanzo Someone from the Past.

## Opere
- Time to Change Hats (1945)
- Away Went the Little Fish (1946)
- The Golden Pebble (1948)
- The Widow of Bath (1952)
- Farewell Crown and Goodbye King (1952)
- The Long Way Back (1955)
- The Man Who Didn't Fly (1955)
  - L'uomo che non era partito, Garzanti, Milano 1957
- Someone from the Past (1958); premio Gold Dagger
  - Qualcuno del passato, Garzanti, Milano 1960, I Classici del Giallo Mondadori n. 1176
- That Summer's Earthquake (1964)
- The Intelligent Woman's guide to Atomic Radiation (1964)